# 拜占庭和基督教博物館

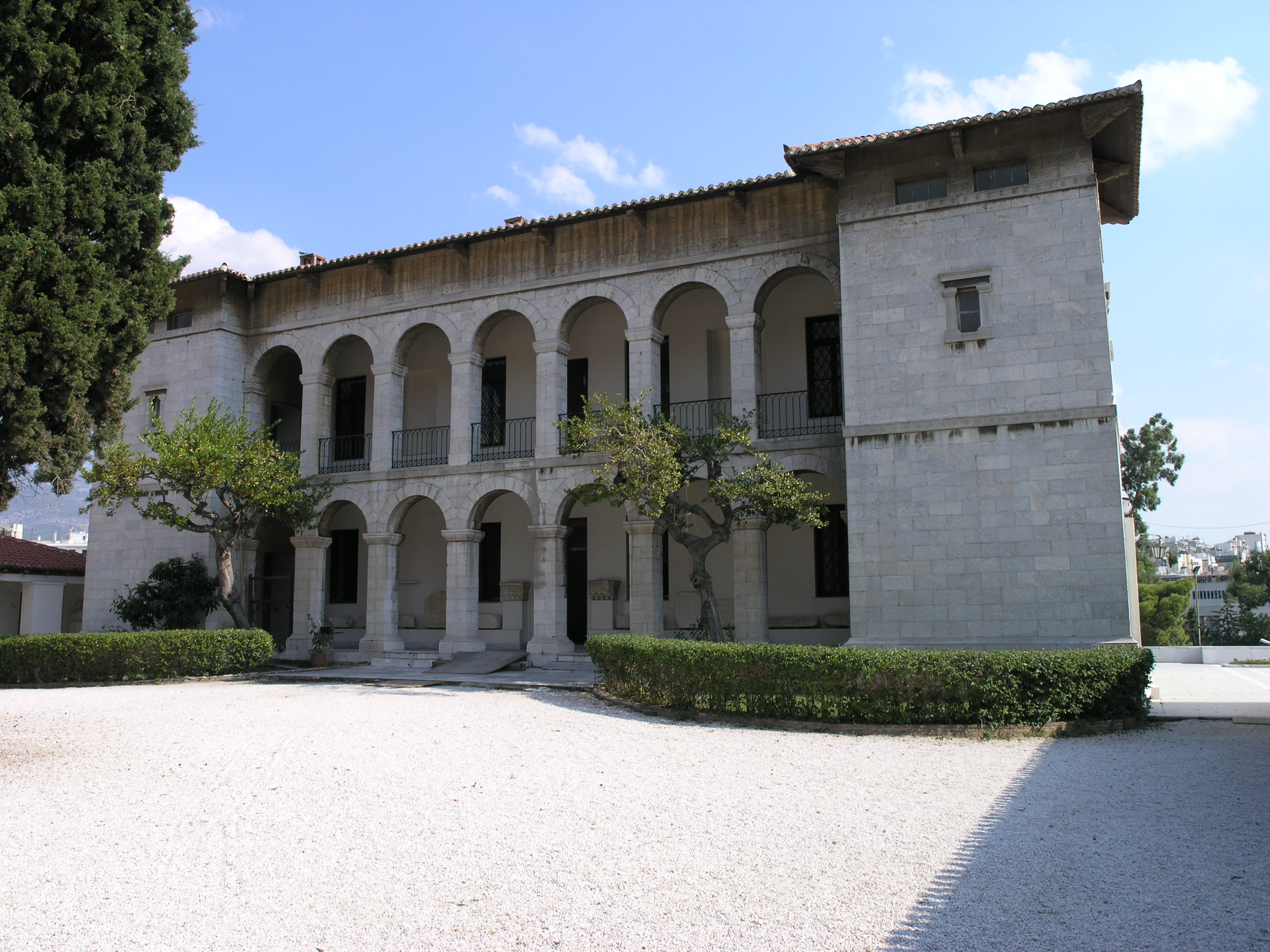
拜占庭和基督教博物馆外观

拜占庭和基督教博物館（希臘語：Βυζαντινό και Χριστιανικό Μουσείο）是位於希臘首都雅典的一座博物館。

## 历史
博物館創建於1914年，收藏有超過25,000件各種類型的藏品，是世界上最重要的拜占庭藝術博物館之一。2004年6月，為紀念開館90週年和雅典奧運會，博物館進行了大幅擴建和翻新。

## 外部連結
- Official website （页面存档备份，存于）
- Hellenic Ministry of Culture and Tourism （页面存档备份，存于）